# Melbourne Express
Die Melbourne Express der Reederei Hapag-Lloyd war 1970 das größte Containerschiff der Welt. Das Schiff konnte insgesamt 1.526 TEU befördern, davon 92 Kühlcontainer. Das Schiff wurde vor der Fusion der beiden Reedereien Norddeutscher Lloyd (NDL) in Bremen und Hamburg-Amerikanische Packetfahrt-Actien-Gesellschaft (HAPAG) in Hamburg zur Hapag-Lloyd AG bestellt.

## Geschichte
Die Melbourne Express wurde Ende April vom NDL beim Bremer Vulkan als Baunummer 956 in Auftrag gegeben. Die Kiellegung erfolgte im Dezember 1969, der Stapellauf im April 1970 und die Ablieferung an Hapag-Lloyd am 5. September 1970.
In der Versuchsanstalt für Wasserbau und Schiffbau (VWS) in Berlin wurden aufgrund der für die Melbourne Express notwendigen Linienänderungen an den Schiffsenden Schleppversuche mit dem Modell der ACT 1 durchgeführt. Die Kavitationsversuche erfolgten in der Hamburgischen Schiffbau-Versuchsanstalt und die Seegangs- und Windkanalversuche in Wageningen in den Niederlanden und im Hermann-Föttinger-Institut an der TU Berlin.

## Schiffsbeschreibung
Die Melbourne Express entsprach in vielen Punkten dem Neubau ACT 1, den der Bremer Vulkan bereits an die britische Associated Container Transportation Ltd. abgeliefert hatte. Die ACT 1 hatte Stellplätze für insgesamt 1223 TEU, davon 326 Kühlcontainer (R-TEU), die Melbourne Express für insgesamt 1526 TEU, jedoch mit 92 R-TEU deutlich weniger Kühlcontainer. Da seinerzeit im Australiendienst, in dem das Schiff eingesetzt wurde, Porthole-Container unter Deck mit schiffsfesten Kühleinrichtungen gefahren wurden, wurde dafür mehr Platz benötigt.
Mit einer Länge über alles von 217,9 m, Breite auf Spanten von 29 m und einer Seitenhöhe von 15,3 m hatte das Schiff ein Vermessung von 25.558 BRT und eine Tragfähigkeit auf Sommerfreibordtiefgang von 11,51 m von 31.610 tdw. Mit der Nennleistung von 32.450 PS erreichte die Melbourne Express bei der Probefahrt 23 Knoten. Der Maschinenraum befand sich ganz hinten und davor die Laderäume 1 bis 11. Der Laderaum 10 war isoliert, hier befanden sich die Kühlstäbe für die Kühlcontainer. In den Laderäumen 6 bis 9 konnten acht Container nebeneinander und sechs übereinander gefahren werden. In den Laderäumen 1 bis 5 sowie 10 und 11 ergaben sich durch die Schiffslinien im unteren Bereich Einschränkungen. Im Raum 11 direkt vor dem Maschinenraum konnten außerdem im hinteren Bereich in der Höhe nur drei Container gestaut werden. Der untere Raumbereich gehörte zum Maschinenraum. In den Räumen 4 bis 9 konnten auch 40-Fuß-Container gefahren werden. Insgesamt war in den Räumen Platz für 840 und an Deck für 626 Container. An Deck war die Zahl in der Höhe durch den Sichtstrahl eingeschränkt, auf den Lukendeckeln der Räume 2 bis 9 konnten drei und auf denen der Räume 10 und 11 vier Container übereinander und bis zu elf Container nebeneinander gefahren werden. Auf beiden Seiten des Schiffes befand sich unter dem Hauptdeck ein Betriebsgang vom Maschinenraum bis zur Back, der die Begehbarkeit der Laderäume erlaubte.
Das Schiff erhielt eine Flossenstabilisierungsanlage mit einziehbaren Flossen mit je 7 m² Fläche von AEG-Schiffbau, die den Rollwinkel von 46° auf 10° reduzieren konnte. Zum problemlosen Be- und Entladen der Container erhielt die Melbourne Express eine Krängungsausgleichsanlage, die aus den Seitentanks Nr. 8 Bb und Stb bestand. Die Tanks waren mit einer Querleitung versehen und an die Ballastwasseranlage angeschlossen. Damit konnte der maximal zulässige Krängungswinkel beim Laden und Löschen eingehalten werden. Die Schiffsstabilität bei den verschiedenen Beladungszuständen wurde mit der Ballastwasseranlage eingestellt.
Die Besatzung betrug 40 Personen, 11 Offiziere, 14 Unteroffiziere und 15 Mannschaftsdienstgrade, die alle in Einzelkabinen untergebracht waren.

### Maschinenbau
Zur optimalen Anordnung der Maschinen, Kessel- und Hilfskessel, der Turbo- und Dieselgeneratoren, Hilfsanlagen, Wärmetauscher und Rohrleitungen wurde ein Maschinenraummodell erstellt.

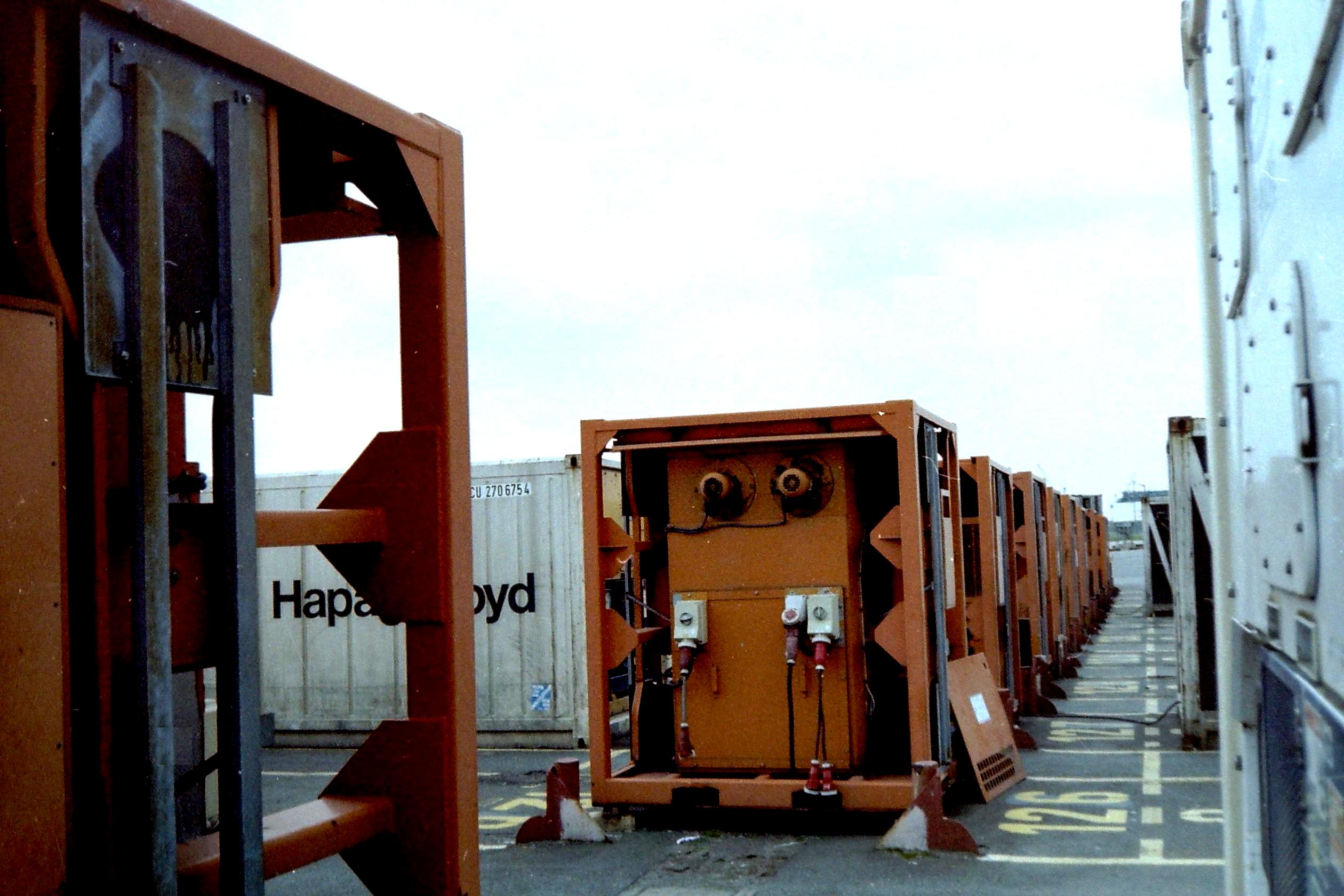
Porthole-Container im Hamburger Hafen

Als Hauptantriebsanlage diente eine beim Bremer Vulkan in Lizenz gebaute Getriebeturbinenanlage von Stal Laval. Die Turbine, der Hauptkondensator, das Getriebe und das Drucklager befanden sich alle in einer Ebene. Über dem Drucklager und der Wellenleitung waren die beiden beim Bremer Vulkan gebauten Foster-Wheeler-Kessel mit einer Nennleistung von 50.000 kg Heißdampf mit 514 °C bei 64 bar pro Stunde angeordnet. Die Bedienung der Antriebsanlage erfolgte vom klimatisierten Kontrollraum im Maschinenbereich oder von der Brücke. Wie bei den ACT-Schiffen wurde ein Scoopkondensator installiert.

### Kühlcontainer
Wie seinerzeit im Australiendienst üblich, hatten die Kühlcontainer kein eigenes Aggregat, sondern es wurden 20-Fuß-Porthole-Kühlcontainer gefahren. Die Kühlcontainer waren allseitig isoliert, hatten auf der Stirnseite gegenüber der Tür zwei runde Öffnungen für den Luftein- und Austritt, waren alle 8'-6" hoch, damit die flexiblen, ausfahrbaren Kupplungen des Luftkühlsystem der Kühlstäbe in der Höhe der Luftöffnungen passten. Die Kühlcontainer wurden in je vier Gruppen mit 23 Kühlcontainern im Laderaum 10 angeordnet.
Die Kühlstäbe waren in den ACT-Schiffen horizontal angeordnet, bei der Melbourne Express waren sie dagegen vertikal angeordnet, d. h. für die sechs Kühlcontainer pro Kühlstab konnte eine Temperatur gefahren werden. Die Kühltempertur pro Kühlstab konnte im Bereich von −20 °C bis +12 °C eingestellt werden. Die Lüfter der Kühlstäbe waren für den 45fachen Luftwechsel der Container ausgelegt. Zur Kälteerzeugung dienten insgesamt drei Grasso-Kältekompressoren mit Kondensator und Solekühler. Als Kältemittel wurde R22 verwendet. Die Kühler in den Kühlstäben wurden von der Sole durchströmt, die Lufttemperatur wurde mit Solemischventilen eingestellt. Zum Abtauen stand ein dampfbeheizter Soleerhitzer zur Verfügung.

## Galerie 1

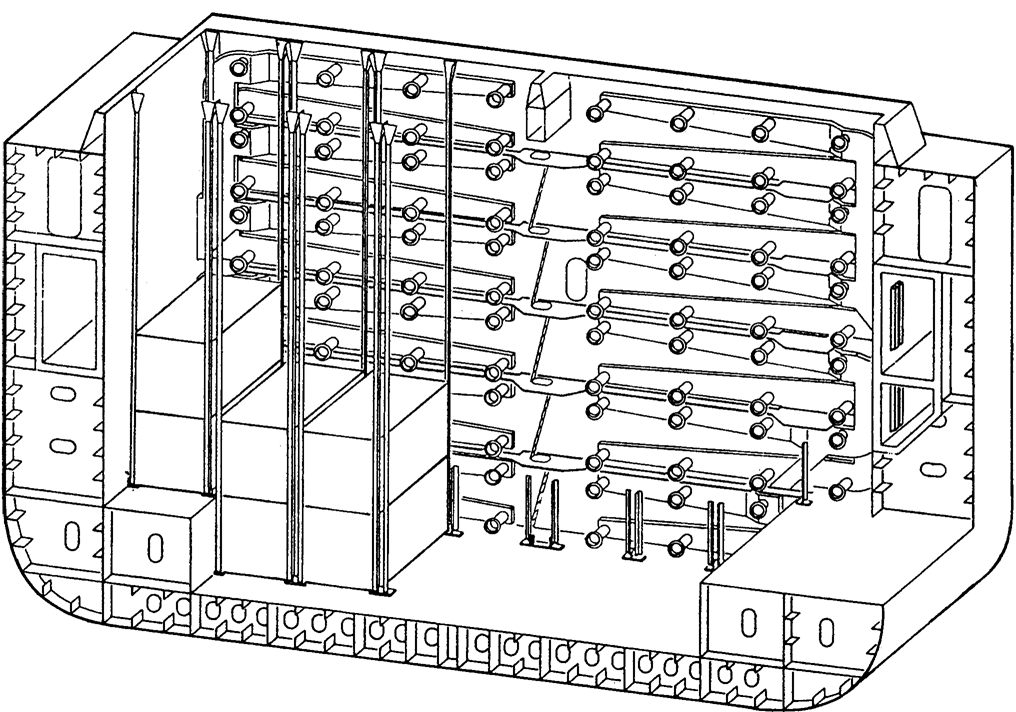
Kühlstäbe horizontal, ACT-Schiffe
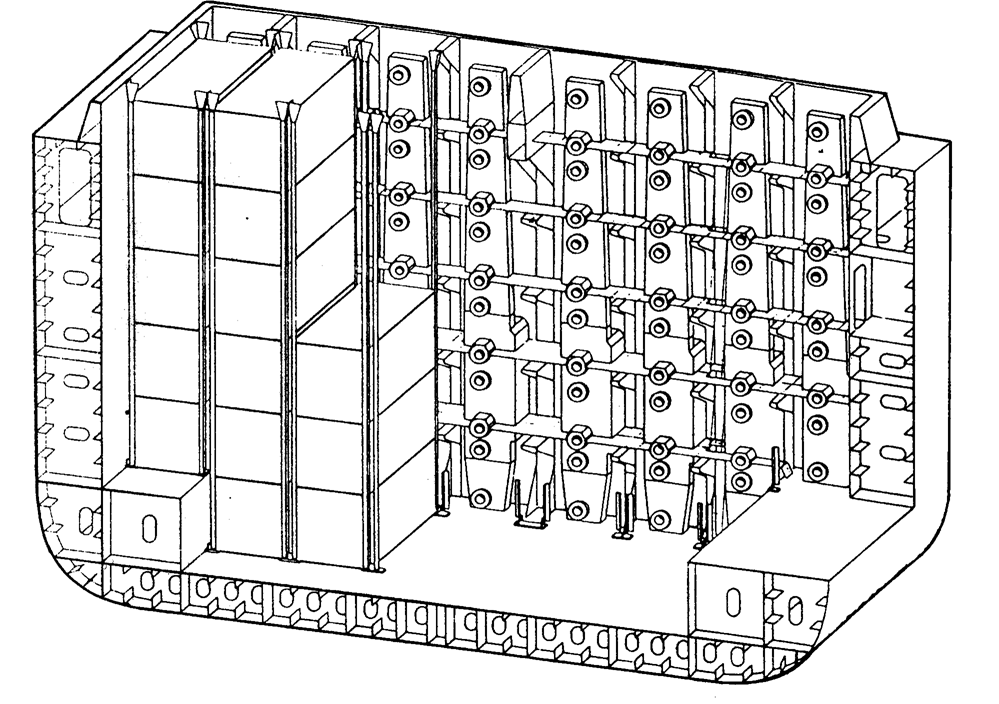
Kühlstäbe vertikal, Melbourne Express
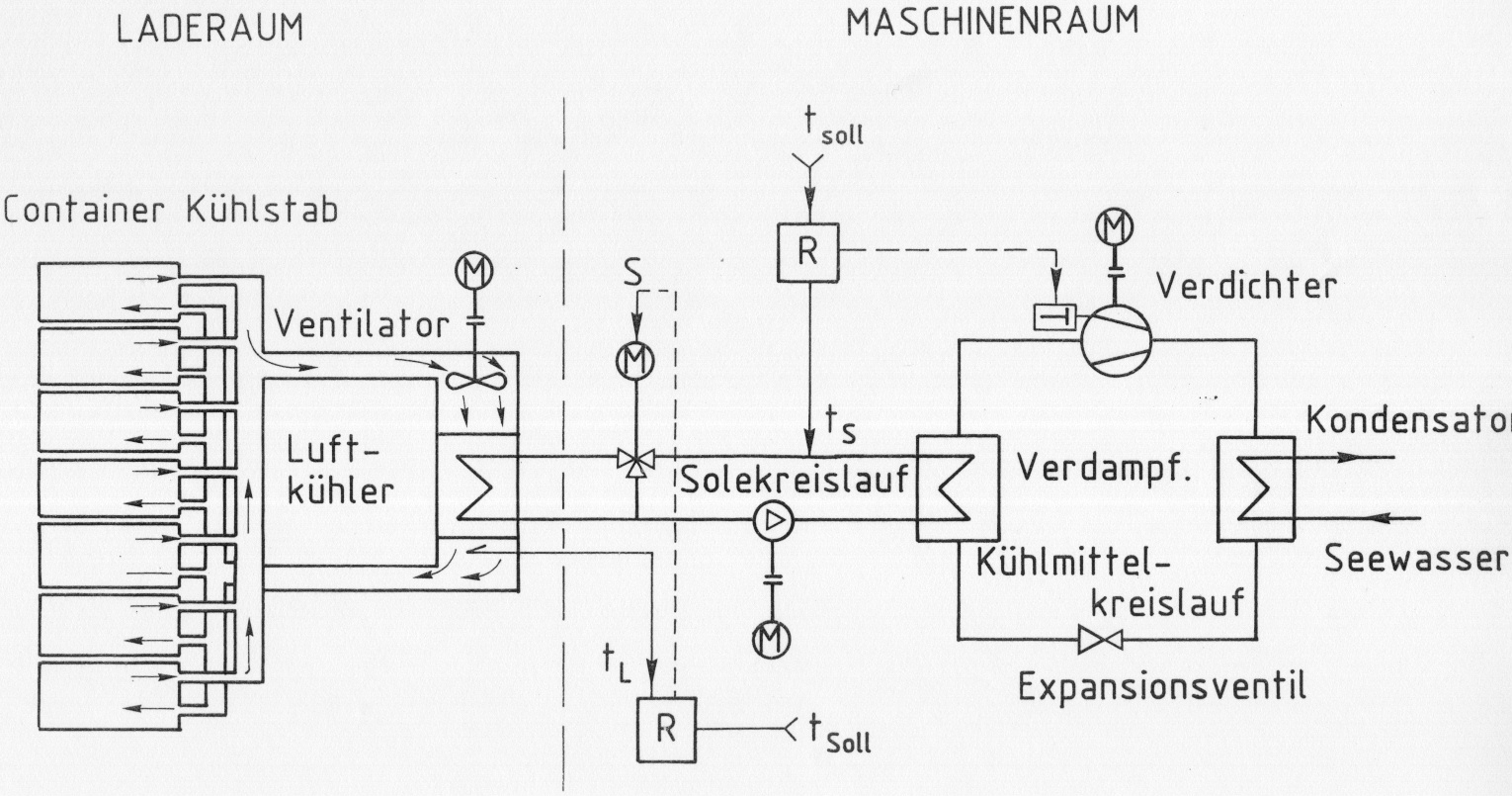
Porthole-Container-System im Schiff